# Contatto elettrico diretto

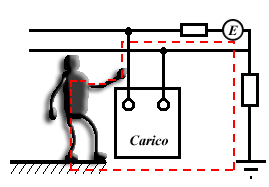
Esempio di contatto diretto.

Un contatto elettrico  diretto, in elettrotecnica, si ha quando si viene a contatto con una parte attiva dell'impianto, ovvero una parte normalmente in tensione, come ad es. un conduttore, un morsetto, l'attacco di una lampada.
Il contatto di un soggetto con queste parti porta alla chiusura di un circuito elettrico, in quanto il corpo umano presenta un comportamento di natura resistiva: il circuito è composto dalla parte di linea interessata, la messa a terra, la terra ed il soggetto.
Se la tensione a cui si è sottoposti è la normale alimentazione industriale (400 Vac trifase) o domestica (230 Vac monofase), qualora dovesse accadere questo tipo di contatto si è in una situazione molto pericolosa poiché in questo contesto la corrente attraversante il corpo umano supera facilmente valori critici.
Infatti si definisce corrente di rilascio quella corrente che permette dopo un contatto volontario di un conduttore percorso da corrente di poterlo rilasciare, ma questa ha valore:
 I0 = 10 ÷ 30 mA  a frequenza industriale (vedi pericolosità della corrente).

## Protezione contro i contatti diretti
Nel caso dei sistemi elettrici essa si può realizzare attraverso:
- isolamento delle parti attive con materiali non removibili. L'isolante può essere rimosso solamente tramite distruzione;
- involucri o barriere per impedire l'accesso alle parti pericolose. L'involucro può essere rimosso tramite l'uso di un attrezzo o di una chiave affidata a personale responsabile;
- mediante ostacoli;
- distanziamento in modo da impedire un contatto accidentale;
- interruttori differenziali ad alta sensibilità con correnti di soglia {\displaystyle I_{\Delta s}\leq 30\,mA} (questa è una protezione addizionale e non dispensa dall'applicazione di una o più delle misure sopra indicate);
- utilizzo di particolari impianti dove viene impedita la richiusura della corrente tramite la terra (Sistema IT). Questi particolari impianti sono composti da un centro-stella isolato quindi non vi è la possibilità che la corrente si richiuda tramite l'impianto di terra.
- Impiego di bassissima tensione di sicurezza (SELV - PELV);
- limitazione della corrente;
- limitazione della carica elettrica.

Le misure di protezione mediante isolamento delle parti attive e mediante involucri o barriere si applicano in tutte le condizioni di influenze esterne: grado di addestramento delle persone; valore della resistenza elettrica del corpo umano; possibilità di contatto della persona con il potenziale di terra.
Le misure di protezione mediante ostacoli o distanziamento sono permesse in locali accessibili solo a persone addestrate.
La protezione contro i contatti indiretti si realizza collegando a terra o equipotenzializzando le masse.